# Liste der Kirchen im Landkreis Marburg-Biedenkopf

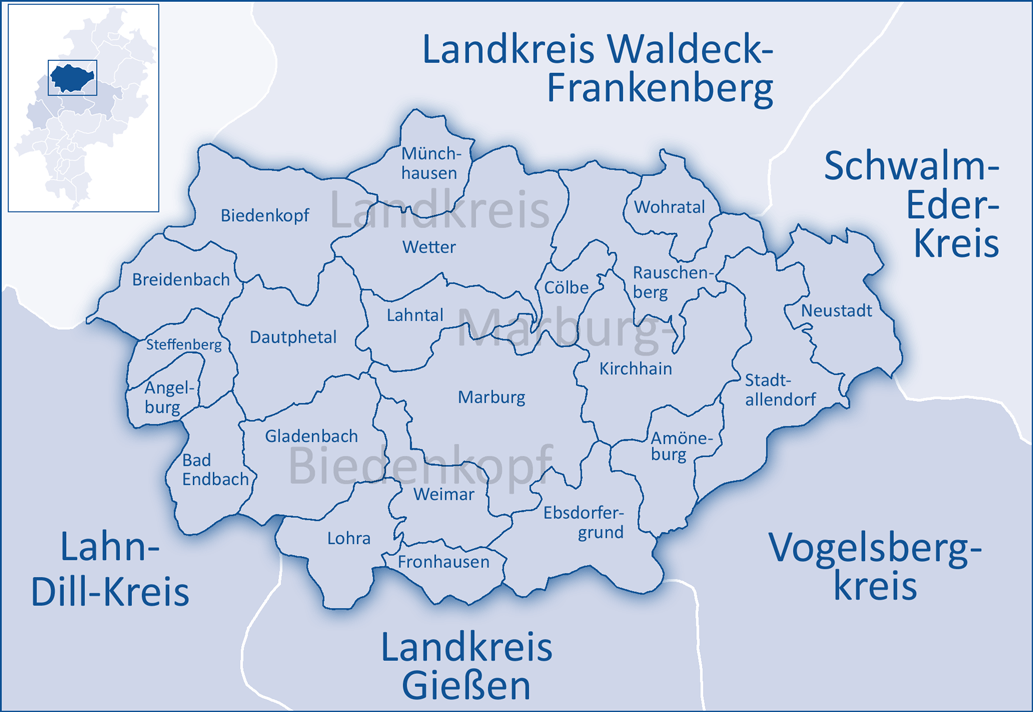
Verwaltungsgliederung Landkreis Marburg-Biedenkopf

Die Liste der Kirchen im Landkreis Marburg-Biedenkopf umfasst die Kirchengebäude im Landkreis Marburg-Biedenkopf (Mittelhessen).

## Liste
| Bild | Name der Kirche                              | Ort (Lage)                     | Gemeinde bzw. Stadt           | Konfession       | Errichtung                       | Bemerkungen |
| ---- | -------------------------------------------- | ------------------------------ | ----------------------------- | ---------------- | -------------------------------- | --- |
|      | Evangelische Kirche                          | Achenbach (Breidenbach)        | Breidenbach                   | Ev.-luth.        | 1764–1769                        | Zentralbau auf quadratischem Grundriss mit abgeschrägten Ecken nach dem Vorbild von Hirschhausen, Zeltdach mit Dachreiter |
|      | Evangelische Kirche                          | Albshausen (Rauschenberg)      | Rauschenberg                  | Ev.-luth.        | 1711–1714                        | spätgotischer dreiseitiger Chorabschluss, Teil des Saals 1711–1714 erneuert und um Fachwerk aufgestockt |
|      | Auferstehungskirche                          | Allendorf am Hohenfels         | Dautphetal                    | Ev.-luth.        | 1963–1965                        | |
|      | Evangelische Kirche                          | Allna                          | Weimar (Lahn)                 | Ev.-luth.        | 1782                             | |
|      | Historische Kirche Altenvers                 | Altenvers                      | Lohra                         | Geschichtsverein | 11. Jh.?                         | spätestens romanisch (11.–13. Jh.), Kirche mit hufeisenförmiger Apsis; heute Pilgerwegstation |
|      | Neue Evangelische Kirche                     | Altenvers                      | Lohra                         | Ev.-luth.        | 1982                             | |
|      | Evangelische Kirche                          | Amönau                         | Wetter (Hessen)               | Ev.-luth.        | 16. Jh.                          | Turm nach 1200, Chor um 1300; auf Wappen stilisiert |
|      | St. Johannes der Täufer                      | Amöneburg                      | Amöneburg                     | Kath.            | 14. Jh.                          | |
|      | Evangelische Kapelle Amöneburg               | Amöneburg                      | Amöneburg                     | Ev.-luth.        | 1897                             | |
|      | Magdalenenkapelle                            | Amöneburg                      | Amöneburg                     | Kath.            | 1868                             | |
|      | St. Michael                                  | Anzefahr                       | Kirchhain                     | Kath.            | 1711                             | spätgotischer dreiseitiger Chorabschluss |
|      | Evangelische Kirche                          | Bad Endbach                    | Bad Endbach                   | Ev.-luth.        | 1929                             | 1975 Erweiterung zu einem Gemeindezentrum |
|      | St. Cyriakus                                 | Bauerbach (Marburg)            | Marburg                       | Kath.            | um 1100, 1250                    | 1250 Ausbau zur Wehrkirche, spätgotischer Chorturm des 15. Jh. mit vier Wichhäuschen, im Kern romanisches Kirchenschiff um 1690 erneuert, 1920–1921 Erweiterung im Stil der Neugotik |
|      | Kreuzkirche                                  | Bauerbach (Marburg)            | Marburg                       | Ev.-luth.        | 1990                             | |
|      | Evangelische Kirche                          | Bellnhausen (Fronhausen)       | Fronhausen (Lahn)             | Ev.-luth.        | 13. Jh.                          | |
|      | Evangelische Kirche                          | Bellnhausen (Gladenbach)       | Gladenbach                    | Förderkreis      | 17. Jh.                          | Fachwerkkirche, 1903 innen erneuert |
|      | Bartholomäuskirche                           | Beltershausen (Ebsdorfergrund) | Ebsdorfergrund                | Ev.-luth.        | 1969                             | Turm im Kern Mitte 13. Jh., 1928 erneuert und 1969 bei Kirchneubau beibehalten |
|      | Evangelische Pfarrkirche                     | Betziesdorf                    | Kirchhain                     | Ev.-luth.        | 1789                             | |
|      | St. Elisabeth                                | Biedenkopf                     | Biedenkopf                    | Kath.            | 1888–1889                        | |
|      | St. Josef                                    | Biedenkopf                     | Biedenkopf                    | Kath.            | 1980er?                          | |
|      | Hospitalkirche                               | Biedenkopf                     | Biedenkopf                    | Ev.-luth.        | 1417                             | 1826 umgebaut, im 19. Jh. neugotisch umgestaltet und in den 1930er Jahren in einen Gemeindesaal umgebaut, spätgotischer Chor mit Fünfachtelschluss erhalten |
|      | Stadtkirche Biedenkopf                       | Biedenkopf                     | Biedenkopf                    | Ev.-luth.        | 1888–1891                        | neugotische dreijochige Hallenkirche mit Fünfachtelschluss, Friedrich Adler Architekt, Not-Gottes-Kapelle aus 15. Jh. am Chor angebaut |
|      | Evangelische Kirche                          | Bortshausen                    | Marburg                       | Ev.-luth.        | 13./14. Jh./1894                 | Chorturm und Schiff spätromanisch, 1432 Turm um Fachwerkgeschoss erhöht, 1894 Schiff westlich erweitert, Turmobergeschoss mit Fachwerkimitation aus Brettern verkleidet, 1998 verschiefert, Fachwerkkonstruktion von 1432 erhalten |
|      | Evangelische Kirche                          | Bottenhorn                     | Bad Endbach                   | Ev.-luth.        | 1887                             | |
|      | Evangelische Kirche                          | Bracht (Rauschenberg)          | Rauschenberg                  | Ev.-luth.        | 1728                             | |
|      | Evangelische Kirche                          | Breidenbach                    | Breidenbach                   | Ev.-luth.        | Mitte 13. Jh.                    | Hallenkirche mit quadratischem Chor und Westturm, westfälischer Einfluss, Gratkuppelgewölbe im Mittelschiff, Wandmalereien von um 1300, vorreformatorische, hölzerne Westempore von 1521 |
|      | Maria Himmelfahrt                            | Breidenbach                    | Breidenbach                   | Kath.            | 1952                             | |
|      | Kapelle Breidenstein                         | Breidenstein                   | Biedenkopf                    | privat           | 1592                             | Kapelle mit Fachwerkobergeschoss wurde entwidmet und 1982 in Wohnhaus umgebaut. |
|      | Evangelische Kirche                          | Breidenstein                   | Biedenkopf                    | Ev.-luth.        | 1959                             | rechteckiger Quersaal, Emporengemälde von Georg Ernst Justus Kayser (1792) aus Vorgängerbau übernommen |
|      | Martinskirche Buchenau                       | Buchenau (Dautphetal)          | Dautphetal                    | Ev.-luth.        | 13. Jh.                          | Chorturm mit Kreuzgratgewölbe, Schiff vielleicht spätgotisch |
|      | Alte Kirche Bürgeln                          | Bürgeln (Cölbe)                | Cölbe                         | Förderkreis      | um 1000                          | 1971 entwidmet |
|      | Neue Kirche                                  | Bürgeln (Cölbe)                | Cölbe                         | Ev.-luth.        | 1971                             | als Kirchenzentrum mit Nebenräumen erbaut |
|      | Evangelische Kirche                          | Burgholz (Kirchhain)           | Kirchhain                     | Ev.-luth.        | 1834                             | |
|      | Nikolaikirche                                | Caldern                        | Lahntal                       | Ev.-luth.        | vor 1250                         | |
|      | St. Franziskus                               | Cappel (Marburg)               | Marburg                       | Kath.            | 1960                             | Saalkirche mit Satteldach und kleinem Dachreiter, nördlich Gemeinderäume unter mehreren Quergiebeln angebaut |
|      | St. Martin                                   | Cappel (Marburg)               | Marburg                       | Ev.-luth.        | 1900                             | spätgotischer Chor |
|      | Evangelische Kirche                          | Cölbe                          | Cölbe                         | Ev.-luth.        | 1959                             | |
|      | St. Maria Königin                            | Cölbe                          | Cölbe                         | Kath.            | 1957                             | |
|      | Ehemalige Kirche                             | Cyriaxweimar                   | Marburg                       | –                | gotisch                          | wohl zwischen 1250 und 1350 erbaut, 1345 Ersterwähnung; im Kern gotische „Hainskirche“ aus Bruchsteinmauerwerk mit Eckquaderung, Sandsteingewänden, Satteldach, vermauertem Chorbogen und vermauertem, giebelseitigem Spitzbogenportal, seit 1577 (vielleicht schon seit dem 14. Jh.) nicht mehr kirchlich genutzt und als Wirtschaftsgebäude Ende des 19. Jahrhunderts umgebaut                                                                                |
|      | Evangelische Kirche                          | Cyriaxweimar                   | Marburg                       | Ev.-luth.        | 1963                             | |
|      | Evangelische Kirche                          | Damm (Lohra)                   | Lohra                         | Ev.-luth.        | 1910                             | |
|      | Evangelische Kirche                          | Damshausen                     | Dautphetal                    | Ev.-luth.        | 13. Jh./1930–1931                | Chorturm romanisch, Schiff erneuert |
|      | Martinskirche Dautphe                        | Dautphe (Dautphetal)           | Dautphetal                    | Ev.-luth.        | um 1100                          | im 12. und 13. Jh. erweitert |
|      | Evangelische Kirche                          | Dernbach (Bad Endbach)         | Bad Endbach                   | Ev.-luth.        | 1951                             | |
|      | Evangelische Kirche                          | Dexbach                        | Biedenkopf                    | Ev.-luth.        | 2. Hälfte 13. Jh.                | zweijochiges Schiff mit Kreuzgratgewölbe, Rechteckchor mit Kreuzrippengewölbe, Taufstein des 14. Jh.s |
|      | Evangelische Kirche                          | Diedenshausen (Gladenbach)     | Gladenbach                    | Ev.-luth.        | 1802–1806                        | |
|      | Kirche Dilschhausen                          | Dilschhausen                   | Marburg                       | Ev.-luth.        | 13. Jh.                          | Chorturmanlage aus Bruchstein, um 1700 erneuert |
|      | Evangelische Kirche                          | Dreihausen (Ebsdorfergrund)    | Ebsdorfergrund                | Ev.-luth.        | 1855–1857                        | |
|      | Selbstständig Evangelisch-lutherische Kirche | Dreihausen (Ebsdorfergrund)    | Ebsdorfergrund                | SELK             | 1877                             | |
|      | Evangelische Kirche                          | Ebsdorf                        | Ebsdorfergrund                | Ev.-luth.        | um 1200                          | im Kern romanische Kirche mit hohem Südwestturm, der in gotischer Zeit wehrhaft ausgebaut wurde; Turmhelm mit vier Wichhäuschen (15. Jh., im 17. Jh. erneuert), spätgotischer Chor, 1745 Kirche barockisiert |
|      | Evangelische Kirche                          | Eckelshausen                   | Biedenkopf                    | Ev.-luth.        | um 1300                          | Chorturmkirche, Schiff angebaut |
|      | Evangelische Kirche                          | Elmshausen (Dautphetal)        | Dautphetal                    | Ev.-luth.        | 18. Jh.                          | verputzte und teils verschieferte Fachwerkkirche mit Walmdach; Orgel, Altar und Kanzel an der Ostwand |
|      | Evangelische Kirche                          | Elnhausen                      | Marburg                       | Ev.-luth.        | 1742–1746                        | Barockkirche mit Walmdach und dreigeschossigem Haubendachreiter im Westen |
|      | Mariä Himmelfahrt                            | Emsdorf                        | Kirchhain                     | Kath.            | 1748                             | |
|      | Evangelische Kirche                          | Engelbach                      | Biedenkopf                    | Ev.-luth.        | 1860                             | alte Schule mit Lehrerwohnung 1960 in Kirche umgebaut, 1964 alte Fachwerkkapelle abgerissen, Kanzelkorb von 1696 übernommen |
|      | Evangelische Kirche                          | Erdhausen                      | Gladenbach                    | Ev.-luth.        | 1964                             | |
|      | Turm Erdhausen                               | Erdhausen                      | Gladenbach                    | –                | 13. Jh.                          | nur Turm erhalten, Schiff wurde 1967 wegen Ausbau der Bundesstraße abgerissen |
|      | St. Michael                                  | Erfurtshausen                  | Amöneburg                     | Kath.            | 1852                             | |
|      | Evangelische Kirche                          | Erksdorf                       | Stadtallendorf                | Ev.-luth.        | 1831                             | |
|      | Elisabethkirche                              | Ernsthausen (Rauschenberg)     | Rauschenberg                  | Ev.-luth.        | 1199, 15. Jh.                    | ursprünglich Eigen- und Pilgerkirche, romanisches Schiff (1199) mit neugotischen Fenstern von 1895; polygonaler Chor (15. Jh.) mit gotischen Maßwerkfenstern, Dachreiter von 1566, Marienglocke aus vorreformatorischer Zeit; heute als Sommer- und Friedhofskirche genutzt |
|      | Evangelische Kirche                          | Ernsthausen (Rauschenberg)     | Rauschenberg                  | Ev.-luth.        | 1720                             | Fachwerkkirche |
|      | Evangelische Kirche                          | Frechenhausen                  | Angelburg                     | Ev.-luth.        | 1848                             | als Schule gebaut, 1977 eingeweiht |
|      | Wolfskapelle                                 | Friebertshausen                | Gladenbach                    | Ev.-luth.        | 12. Jh.                          | gotischer Kapellenbau |
|      | Alte Kirche                                  | Friedensdorf (Dautphetal)      | Dautphetal                    | –                | 13. Jh.                          | 1925 teilerneuert, 1965 entwidmet, nach Verfall und Restaurierung 1983 wieder eingeweiht; Eigentum der Gemeinde Dautphetal, die das Gebäude als Heimatmuseum und Trauzimmer nutzt |
|      | Evangelische Christuskirche                  | Friedensdorf (Dautphetal)      | Dautphetal                    | Ev.-luth.        | 1965                             | St. Fronleichnam (Aachen) von Rudolf Schwarz als Vorbild |
|      | Evangelische Kirche                          | Frohnhausen (Gladenbach)       | Gladenbach                    | Ev.-luth.        | zwischen 1770 und 1789           | „Kaffeemühlenkirche“ |
|      | Evangelische Kirche                          | Fronhausen                     | Fronhausen                    | Ev.-luth.        | 12. Jh.                          | |
|      | Heilig-Kreuz-Kirche                          | Fronhausen                     | Fronhausen (Lahn)             | Kath.            | 1971                             | |
|      | St. Johannes der Täufer                      | Ginseldorf                     | Marburg                       | Kath.            | um 1450                          | spätgotischer Chor erhalten, Schiff 1898 im Stil der Neugotik erneuert |
|      | Evangelische Kirche                          | Gisselberg                     | Marburg                       | Ev.-luth.        | 1973–1975                        | als Friedhofskapelle gebaut |
|      | Martinskirche Gladenbach                     | Gladenbach                     | Gladenbach                    | Ev.-luth.        | 13. Jh.                          | Pfeilerbasilika aus fünf schmalen Langhausjochen mit quadratischem Chor; 1509 umgebaut |
|      | Maria Königin                                | Gladenbach                     | Gladenbach                    | Kath.            | 1955                             | Burgstraße 40 |
|      | Ehem. Maria Königin                          | Gladenbach                     | Gladenbach                    | Ehem. kath.      | 1892                             | „Kapellchen“ Gießener Str. 17 |
|      | Christuskirche                               | Gönnern                        | Angelburg                     | Ev.-luth.        | 1962–1963                        | |
|      | Evangelische Kirche                          | Goßfelden                      | Lahntal                       | Ev.-luth.        | 1749                             | |
|      | Evangelische Kirche                          | Göttingen (Lahntal)            | Lahntal                       | Ev.-luth.        | 1970er?                          | als Friedhofskapelle erbaut und für Gottesdienste genutzt |
|      | Evangelische Kirche                          | Großseelheim                   | Kirchhain                     | Ev.-luth.        |                                  | im Kern romanisch, Mittelteil 1970 erneuert |
|      | Evangelische Kirche                          | Günterod                       | Bad Endbach                   | Ev.-luth.        | 15. Jh.                          | romanischer Chorturm aus dem 12. Jh. mit Spitzhelm, an den Mitte des 15. Jahrhunderts das Schiff angebaut wurde, das um 1804 ein Pseudomansarddach erhielt, Brüstungsmalereien von 1809 |
|      | Evangelische Kirche                          | Hachborn                       | Ebsdorfergrund                | Ev.-luth.        | 13. Jh.                          | 1695–1696 und 1838 erweitert und erneuert |
|      | Evangelische Kirche                          | Haddamshausen                  | Marburg                       | Ev.-luth.        | 1953                             | |
|      | Evangelische Kirche                          | Halsdorf (Wohratal)            | Wohratal                      | Ev.-luth.        | 1797                             | klassizistische Kirche mit Walmdach und eingezogenem Westturm |
|      | Evangelische Kirche                          | Hartenrod                      | Bad Endbach                   | Ev.-luth.        | 1858                             | Weiträumiger farbenprächtiger Saalbau mit Chor und Westturm |
|      | St. Johannes Nepomuk                         | Hartenrod                      | Bad Endbach                   | Kath.            | 1956–1957                        | |
|      | Evangelische Kirche                          | Hassenhausen (Fronhausen)      | Fronhausen                    | Ev.-luth.        | 1836–1839                        | klassizistischer Saalbau |
|      | Kirche Hatzbach                              | Hatzbach                       | Stadtallendorf                | Ev.-luth.        | 1785                             | spätgotischer Chor |
|      | Evangelische Kirche                          | Hermershausen                  | Marburg                       | Ev.-luth.        | 1884                             | |
|      | Evangelische Kirche                          | Hertingshausen (Wohratal)      | Wohratal                      | Ev.-luth.        | 1834                             | klassizistischer Quaderbau |
|      | Evangelische Kirche                          | Herzhausen (Dautphetal)        | Dautphetal                    | Ev.-luth.        | 1959–1962                        | |
|      | Evangelische Kirche                          | Heskem                         | Ebsdorfergrund                | Ev.-luth.        | 13. Jh.                          | wehrhafte Kirche |
|      | Selbstständig Evangelisch-lutherische Kirche | Heskem                         | Ebsdorfergrund                | SELK             | 1890                             | Fachwerkkirche |
|      | St. Nikolaus                                 | Himmelsberg (Kirchhain)        | Kirchhain                     | Kath.            | 1870                             | neugotisch |
|      | Erlöserkirche                                | Holzhausen am Hünstein         | Dautphetal                    | Ev.-luth.        | 1959–1961                        | |
|      | Evangelische Kirche                          | Hommertshausen                 | Dautphetal                    | Ev.-luth.        | 17. Jh.                          | Fachwerkkirche |
|      | Evangelische Kirche                          | Josbach                        | Rauschenberg                  | Ev.-luth.        | 1749–1753                        | Saalkirche mit Dreiachtelschluss im Osten und Haubendachreiter im Westen |
|      | Evangelische Kirche                          | Kehna                          | Weimar (Lahn)                 | Ev.-luth.        | 1779                             | Fachwerkkirche |
|      | Evangelische Kirche                          | Kernbach                       | Lahntal                       | Ev.-luth.        | 1687                             | Fachwerkkirche |
|      | St. Elisabeth                                | Kirchhain                      | Kirchhain                     | Kath.            | 1946                             | |
|      | Friedhofskapelle                             | Kirchhain                      | Kirchhain                     | –                | um 1920?                         | |
|      | Martin-Luther-Kirche                         | Kirchhain                      | Kirchhain                     | Ev.-luth.        | 1968                             | in Zeltform |
|      | Stadtkirche Kirchhain                        | Kirchhain                      | Kirchhain                     | Ev.-luth.        | 15. Jh.                          | |
|      | Evangelische Kirche                          | Kirchvers                      | Lohra                         | Ev.-luth.        | um 1300                          | gerader Chorschluss, 1602 westlich erweitert, mächtiger barocker Dachturm |
|      | Evangelische Kirche                          | Kleingladenbach                | Breidenbach                   | Ev.-luth.        | 1927–1929                        | aus Diabas mit Tür- und Fensterumrahmungen aus Sandstein, Walmdach mit Dachreiter |
|      | Evangelische Kirche                          | Kleinseelheim                  | Kirchhain                     | Ev.-luth.        | 1665                             | |
|      | Evangelische Kirche                          | Kombach                        | Biedenkopf                    | Ev.-luth.        | 1968–1971                        | in Schiffsgestalt auf dreieckigem Grundriss, Rechteckfenster asymmetrisch angeordnet; Berthold Himmelmann Architekt |
|      | Evangelische Kirche                          | Langendorf (Wohratal)          | Wohratal                      | Ev.-luth.        | 1970er?                          | |
|      | St. Jakob                                    | Langenstein (Kirchhain)        | Kirchhain                     | Ev.-luth.        | 13. Jh., 1522                    | im Kern 13. Jh., 1522 Neubau; feingliedriges Netzgewölbe |
|      | Evangelische Kirche                          | Leidenhofen                    | Ebsdorfergrund                | Ev.-luth.        | 13. Jh.                          | spätromanischer Chorturm erhalten, Schiff 1965–1967 erneuert |
|      | Evangelische Kirche                          | Lixfeld                        | Angelburg                     | Ev.-luth.        | 1472                             | Chor aus 13. Jh., Turmschaft und Helmaufbau 1463/1464, Kirche 1472 erneuert, Schiff 1976/1977 westlich verlängert |
|      | Evangelische Kirche                          | Lohra                          | Lohra                         | Ev.-luth.        | 13. Jh.                          | |
|      | Dreifaltigkeitskirche                        | Lohra                          | Lohra                         | Kath.            | 1965                             | |
|      | Markuskirche                                 | Marbach (Marburg)              | Marburg                       | Ev.-luth.        | 1962                             | |
|      | Auferstehungskirche                          | Marburg                        | Marburg                       | SELK             | 1737?                            | ursprünglich massive Friedhofskapelle, die 1737 neu errichtet und ab 1812 mehrfach umgebaut wurde; nach Entwidmung und unterschiedlicher Nutzung 1957 neu eingeweiht; möglicherweise im Kern aus 18. Jh. oder im 19. Jh. erneuert |
|      | Christuskirche                               | Marburg                        | Marburg                       | Ev.-methodist.   | um 1900?                         | zweigeschossiges Gebäude mit Satteldach und Quergiebel im Südwesten |
|      | Elisabethkirche                              | Marburg                        | Marburg                       | Ev.-luth.        | 1235–1283                        | frühgotische Hallenkirche auf kreuzförmigem Grundriss mit zwei Westtürmen, erster rein gotischer Kirchbau in Deutschland |
|      | Emmauskirche                                 | Marburg                        | Marburg                       | Ev.-luth.        | 1967                             | |
|      | Kilianskapelle                               | Marburg                        | Marburg                       | –                | zwischen 1180 und 1200           | seit 1526 nicht mehr kirchlich genutzt; 1552–1554 Abbruch des Ostturms, Fachwerkobergeschoss von 1580 bis 1581 |
|      | St. Jost                                     | Marburg                        | Marburg                       | Ev.-luth.        | vor 1350                         | gehörte bis Mitte 1950er Jahre zur Lutherischen Pfarrkirche, seitdem zur Universitätskirche Marburg |
|      | St. Johannes Evangelist                      | Marburg                        | Marburg                       | Kath.            | 1492–1520                        | „Kugelkirche“, sechsjochiges Schiff mit 5/8-Schluss und westlich vorgelagertem Querhaus |
|      | Liebfrauenkirche                             | Marburg                        | Marburg                       | Kath.            | 1961–1963                        | |
|      | Lukaskirche                                  | Marburg                        | Marburg                       | Ev.-luth.        | 1953, 1996–1997                  | ursprünglich Gemeindezentrum mit integrierter Kapelle, später zur Kirche ausgebaut |
|      | Lutherische Pfarrkirche St. Marien           | Marburg                        | Marburg                       | Ev.-luth.        | 1297, 1390–1395                  | 1297 Chor als 5/8-Schluss, 1395 Schiff als dreischiffige Hallenkirche |
|      | St. Michaelskapelle                          | Marburg                        | Marburg                       | Ev.-luth.        | 1270                             | „Michelchen“ inmitten des Totenhofes |
|      | Neuapostolische Kirche                       | Marburg                        | Marburg                       | NAK              | 1922                             | 1906 Gemeindegründung, 1922 Einweihung der Kirche, 1980/1981 Umbau, 2007/2008 vollständiger Umbau mit Anbau des Glasturms; denkmalgeschützte Gebäudefront vollständig erhalten |
|      | Pauluskirche                                 | Marburg                        | Marburg                       | Ev.-luth.        | 1963                             | |
|      | St. Peter und Paul                           | Marburg                        | Marburg                       | Kath.            | 1957–1959                        | |
|      | Ökumenisches Zentrum Thomaskirche            | Marburg                        | Marburg                       | Kath./Ev.-luth.  | 1972/73                          | |
|      | Uferkirche                                   | Marburg                        | Marburg                       | EFG              | 1956–1957                        | |
|      | Universitätskirche                           | Marburg                        | Marburg                       | Ev.-luth.        | 1291–1303                        | asymmetrische, zweischiffige, frühgotische Hallenkirche mit erhöhtem Chor (5/8-Schluss) |
|      | Vitos Klinikum, Kapelle                      | Marburg                        | Marburg                       | –                | 1880er?                          | neugotische Saalkirche mit Westturm aus rotem Sandstein und eingezogenem Fünfachtelschluss |
|      | St. Hubertus                                 | Mardorf (Amöneburg)            | Amöneburg                     | Kath.            | 1713–1726                        | |
|      | Evangelische Kirche                          | Mellnau                        | Wetter (Hessen)               | Ev.-luth.        | 1883                             | neugotisch |
|      | Evangelische Kirche                          | Mengsberg                      | Neustadt (Hessen)             | Ev.-luth.        | 1879                             | |
|      | Martinskirche                                | Michelbach (Marburg)           | Marburg                       | Ev.-luth.        | um 1200                          | romanische Saalkirche mit quadratischem Chorturm |
|      | Evangelische Kirche                          | Moischt                        | Marburg                       | Ev.-luth.        | 1928                             | romanisierend |
|      | St. Johannes                                 | Momberg                        | Neustadt (Hessen)             | Ev.-luth.        | 1870                             | |
|      | St. Trinitatis                               | Momberg                        | Neustadt (Hessen)             | Kath.            | 1870                             | |
|      | Evangelische Kirche                          | Mornshausen an der Dautphe     | Dautphetal                    | Ev.-luth.        | 1963                             | |
|      | Evangelische Kirche                          | Mornshausen an der Salzböde    | Gladenbach                    | Ev.-luth.        | 1951–1952                        | |
|      | Martinskirche Christenberg                   | Münchhausen (am Christenberg)  | Münchhausen (am Christenberg) | Ev.-luth.        | 11. Jh.                          | wehrhafter Westturm und Langhaus aus romanischer Zeit, Turmaufbau mit vier Wichhäuschen und hoher Ostchor mit spitzem Dachreiter um 1520; spätgotische Außenkanzel |
|      | Evangelische Kirche                          | Münchhausen (am Christenberg)  | Münchhausen (am Christenberg) | Ev.-luth.        | 1973                             | Turm historisch |
|      | Evangelische Kirche                          | Neustadt (Hessen)              | Neustadt (Hessen)             | Ev.-luth.        | 1859–1861                        | neugotisch; 1956 und 1960er Jahre Anbauten |
|      | Dreifaltigkeitskirche                        | Neustadt (Hessen)              | Neustadt (Hessen)             | Kath.            | 2. Hälfte des 15. Jh., 1502–1511 | Westturm geht auf 3. Viertel des 13. Jh. zurück, Chor mit 1462 bezeichnet, Langhaus Beginn 16. Jh. |
|      | Evangelische Kirche                          | Niederasphe                    | Münchhausen (am Christenberg) | Ev.-luth.        | 14. Jh.                          | |
|      | Evangelische Kirche                          | Niederdieten                   | Breidenbach                   | Ev.-luth.        | 1948–1949                        | erster Kirchenneubau im Hinterland nach dem Zweiten Weltkrieg; Inneneinrichtung aus Lärchenholz |
|      | Ehemalige Kapelle                            | Niedereisenhausen              | Steffenberg                   | Ev.-luth.        | 1659–1662                        | seit 1955 kein Gottesdienst mehr |
|      | Evangelische Kirche                          | Niederhörlen                   | Steffenberg                   | Ev.-luth.        | 1972                             | |
|      | Fachwerkkapelle aus Niederhörlen             | Niederhörlen                   | Steffenberg                   | –                | 1624                             | seit 1974 im Freilichtmuseum Hessenpark |
|      | St. Blasius und St. Elisabeth                | Niederklein                    | Stadtallendorf                | Kath.            | 15. Jh., 1701–1709               | spätgotischer Bau niedergebrannt, Reste erhalten |
|      | Evangelische Kirche                          | Niederwald (Kirchhain)         | Kirchhain                     | Ev.-luth.        | 1848                             | |
|      | Evangelische Kirche                          | Niederwalgern                  | Weimar (Lahn)                 | Ev.-luth.        | 13. Jh.                          | |
|      | Alte Kirche                                  | Niederweimar                   | Weimar (Lahn)                 | –                | 1769–1782                        | romanische Reste, Saalkirche mit quadratischem Chorturm; heute als Kulturzentrum genutzt |
|      | Neue Evangelische Kirche                     | Niederweimar                   | Weimar (Lahn)                 | Ev.-luth.        | 1974                             | |
|      | Evangelische Kirche                          | Oberasphe                      | Münchhausen (am Christenberg) | Ev.-luth.        | 1680, 1963–1964                  | alte Fachwerkkirche dient als Chor, Schiff 1963 unter Einbeziehung älterer Teile angebaut, 2003–2004 weitere Anbauten |
|      | Evangelische Kirche                          | Oberdieten                     | Breidenbach                   | Ev.-luth.        | 1879                             | aus Diabas mit Rundbogenfenstern, Westturm auf quadratischem Grundriss mit oktogonalem Spitzhelm |
|      | Evangelische Kirche                          | Obereisenhausen                | Steffenberg                   | Ev.-luth.        | 1955                             | Turm romanisch, Helm von 1805, 1955 neues Schiff angebaut |
|      | Evangelische Kirche                          | Oberhörlen                     | Steffenberg                   | Ev.-luth.        | 1771                             | Fachwerkkirche mit Pseudomansarddach, Chorturm des 13. Jh. |
|      | Evangelische Kirche                          | Oberrosphe                     | Wetter (Hessen)               | Ev.-luth.        | um 1100                          | romanisches Schiff, spätgotischer Chor und Fachwerk-Obergeschoss des 15. Jh., erneuerter und erweiterter Westteil um 1724 |
|      | Evangelische Kirche                          | Oberwalgern                    | Fronhausen                    | Ev.-luth.        |                                  | romanisch, um 1500 und um 1900 verändert |
|      | Evangelische Kirche                          | Oberweimar (Hessen)            | Weimar (Lahn)                 | Ev.-luth.        | 1733                             | |
|      | Alte Friedhofskapelle                        | Ockershausen                   | Marburg                       |                  | 1893–1894                        | neugotischer Bau aus rotem Sandstein mit weißen Putzflächen, Untergeschoss aus Quaderstein, eingezogener Polygonalchor |
|      | Matthäuskirche                               | Ockershausen                   | Marburg                       | Ev.-luth.        | 1963                             | |
|      | Evangelische Kirche                          | Quotshausen                    | Steffenberg                   | Ev.-luth.        | 3. Viertel des 17. Jh.           | Fachwerkkirche mit 4/8-Schluss (in Hessen nur noch in Unter-Seibertenrod), im Inneren hölzerner Chorbogen, vierseitige Empore |
|      | Evangelische Kapelle                         | Rachelshausen                  | Gladenbach                    | Ev.-luth.        | 1626–1627                        | zweigeschossige Fachwerkkapelle mit reichen Zierformen, Ober- und Giebelgeschoss vorspringend |
|      | Evangelische Kirche                          | Rauischholzhausen              | Ebsdorfergrund                | Ev.-luth.        | 1880–1881                        | |
|      | Stadtkirche Rauschenberg                     | Rauschenberg                   | Rauschenberg                  | Ev.-luth.        | 1266                             | spätgotischer Chor des 15. Jh., Flügelaltar von 1420 |
|      | Evangelische Kirche                          | Reddehausen                    | Cölbe                         | Ev.-luth.        | 1967                             | |
|      | Evangelische Kirche                          | Rodenhausen                    | Lohra                         | Ev.-luth.        | 16. Jh.                          | spätmittelalterliche, mehrfach umgebaute Saalkirche mit gleich breitem, aber etwas höherem Rechteckchor und mittig aufgesetztem Dachreiter |
|      | Evangelische Kirche                          | Rollshausen (Lohra)            | Lohra                         | Ev.-luth.        | 16. Jh.                          | |
|      | Evangelische Kirche                          | Römershausen (Gladenbach)      | Gladenbach                    | Ev.-luth.        | 1856                             | klassizistische Saalkirche von 1856 mit Rundbogenfenstern und achtseitigem Dachreiter; möglicherweise älterer Kern |
|      | Evangelische Kirche                          | Ronhausen                      | Marburg                       | Ev.-luth.        | Anfang 16. Jh.                   | spätgotisch, renoviert 1934–1935 und 2004–2007 |
|      | Fachwerkkirche                               | Roßberg (Ebsdorfergrund)       | Ebsdorfergrund                | polit. Gemeinde  | 1753                             | genutzt von ev.-luth. Kirche und SELK |
|      | Mariä Geburt und Johannes der Täufer         | Roßdorf (Amöneburg)            | Amöneburg                     | Kath.            | 1695–1696                        | 1728 erweitert |
|      | Evangelische Kirche                          | Roth                           | Weimar (Lahn)                 | Ev.-luth.        | 1716                             | |
|      | Evangelische Kirche                          | Rüchenbach                     | Gladenbach                    | Ev.-luth.        | 15. Jh.                          | Fachwerkkirche, mehrfach umgebaut |
|      | St. Antonius der Einsiedler                  | Rüdigheim (Amöneburg)          | Amöneburg                     | Kath.            | 1748–1752                        | |
|      | Evangelische Kirche                          | Runzhausen                     | Gladenbach                    | Ev.-luth.        | 1781                             | „Kaffeemühlenkirche“, Fachwerkkirche mit Mitteldachhaubenreiter |
|      | Evangelische Kirche                          | Sarnau (Lahntal)               | Lahntal                       | Ev.-luth.        | 1968                             | ersetzt Vorgängerbau von 1704 |
|      | Evangelische Kirche                          | Schönbach (Kirchhain)          | Kirchhain                     | Ev.-luth.        | frühes 17. Jh.                   | |
|      | Martinskirche                                | Schönstadt                     | Cölbe                         | Ev.-luth.        | 1897                             | |
|      | St. Michael und St. Elisabeth                | Schröck (Marburg)              | Marburg                       | Kath.            | 1712–1720                        | |
|      | Hugenotten-Gedächtniskirche                  | Schwabendorf (Rauschenberg)    | Rauschenberg                  | Ev.-luth.        | 1873–1875                        | |
|      | Evangelische Kirche                          | Schwarzenborn (Cölbe)          | Cölbe                         | Ev.-luth.        | 12. Jh.                          | romanischer Saalbau mit frühgotischem Chor aus der 2. Hälfte des 13. Jahrhunderts, 1746 barockisiert |
|      | Stephanskirche                               | Schweinsberg (Stadtallendorf)  | Stadtallendorf                | Ev.-luth.        | 1506                             | 1635 und 1646 abgebrannt, 1657–1664 wiederhergestellt |
|      | Evangelische Kirche                          | Seelbach (Lohra)               | Lohra                         | Ev.-luth.        | 1771                             | Fachwerkkirche („Kaffeemühlenkirche“) |
|      | Evangelische Kirche                          | Sichertshausen                 | Fronhausen                    | Ev.-luth.        | 1780                             | Fachwerkkirche |
|      | Evangelische Kirche                          | Simtshausen                    | Münchhausen (am Christenberg) | Ev.-luth.        | 1935–1936                        | Saalkirche des Architekten Karl Rumpf im „Heimatstil“ mit Rundbogenfenstern und Vordach, das als Portikus von zwei Freisäulen getragen wird |
|      | St. Matthäus                                 | Sindersfeld                    | Kirchhain                     | Kath.            | 1913                             | im Stil des Historismus |
|      | Kapelle                                      | Sinkershausen                  | Gladenbach                    | Ev.-luth.        | 13. Jh.                          | Chorturmkirche |
|      | Evangelische Kirche                          | Speckswinkel                   | Neustadt (Hessen)             | Ev.-luth.        | 1895–1896                        | romanischer Chorturm, neugotisches Schiff |
|      | Evangelische Stadtkirche                     | Stadtallendorf                 | Stadtallendorf                | Ev.-luth.        | 1962–1963                        | |
|      | St. Katharina                                | Stadtallendorf                 | Stadtallendorf                | Kath.            | 1732–1753                        | |
|      | Christkönig                                  | Stadtallendorf                 | Stadtallendorf                | Kath.            | 1956–1957                        | |
|      | St. Michael                                  | Stadtallendorf                 | Stadtallendorf                | Kath.            | 1960                             | |
|      | Notkirche                                    | Stadtallendorf                 | Stadtallendorf                | Ev.-luth.        | 1952                             | von Otto Bartning, heute Gemeindehaus |
|      | Mariä Himmelfahrt                            | Stausebach                     | Kirchhain                     | Kath.            | um 1470                          | |
|      | Ehemalige evangelische Kapelle               | Steinperf                      | Steffenberg                   | Ev.-luth.        | 1670–1687                        | Fachwerkkirche mit Dachreiter und dreiseitigem Schluss |
|      | Evangelische Kirche                          | Sterzhausen                    | Lahntal                       | Ev.-luth.        | 1836                             | klassizistischer dreiachsiger Saalbau mit Thermenfenstern, wehrhafter Turm des 13. Jh. |
|      | Waldenserkirche                              | Todenhausen (Wetter)           | Wetter (Hessen)               | Ev.-luth.        | 1743–1755                        | kleiner Saalbau, ehemalige Waldenser- und Hugenottenkirche |
|      | Evangelische Kirche                          | Treisbach (Wetter)             | Wetter (Hessen)               | Ev.-luth.        | 13. Jh.                          | frühgotisch; 5/8-Chorabschluss |
|      | Selbstständig Evangelisch-lutherische Kirche | Treisbach (Wetter)             | Wetter (Hessen)               | SELK             | 1891                             | |
|      | Evangelische Kirche                          | Unterrosphe                    | Wetter (Hessen)               | Ev.-luth.        | 1291                             | |
|      | Evangelische Kirche                          | Wallau (Lahn)                  | Biedenkopf                    | Ev.-luth.        | 1758                             | Westturm aus 13./14. Jh. mit Kreuzgratgewölbe; Schiff 1962–1963 um 5 Meter östlich verlängert |
|      | Evangelische Kirche                          | Warzenbach                     | Wetter (Hessen)               | Ev.-luth.        | 14. Jh.                          | gotisch, dreiseitiger Chorabschluss |
|      | Selbstständig Evangelisch-lutherische Kirche | Warzenbach                     | Wetter (Hessen)               | SELK             | 1897                             | |
|      | Evangelische Martinskirche                   | Wehrda (Marburg)               | Marburg                       | Ev.-luth.        | 1770–1774                        | barocke Saalkirche mit gotischem Wehrturm im Westen |
|      | Katholische Filialkirche St. Martin          | Wehrda (Marburg)               | Marburg                       | Kath.            | 1967–1968                        | |
|      | Trinitatiskirche                             | Wehrda (Marburg)               | Marburg                       | Ev.-luth.        | 1980                             | |
|      | Evangelische Kirche                          | Wehrshausen (Marburg)          | Marburg                       | Ev.-luth.        | 1470er                           | |
|      | Alte Kirche                                  | Weidenhausen (Gladenbach)      | Gladenbach                    | –                | 13. Jh.                          | Chorturmkirche |
|      | Neue Kirche                                  | Weidenhausen (Gladenbach)      | Gladenbach                    | Ev.-luth.        | 1960–1962                        | |
|      | Evangelische Kirche                          | Weifenbach                     | Biedenkopf                    | Ev.-luth.        | 1711                             | verschieferte Fachwerkkirche mit achtseitigem Dachreiter, als Querkirche eingerichtet |
|      | Evangelische Kirche                          | Weipoltshausen (Lohra)         | Lohra                         | Ev.-luth.        | 16. Jh.                          | Saalbau mit Rechteckchor, 1965 auf die doppelte Länge erweitert |
|      | Evangelische Kirche                          | Weitershausen (Gladenbach)     | Gladenbach                    | Ev.-luth.        | 13. Jh.                          | spätromanische Kirche mit gotischem Chor |
|      | Wehrkirche Wenkbach                          | Wenkbach                       | Weimar (Lahn)                 | Ev.-luth.        | 12. Jh.                          | |
|      | Evangelische Kirche                          | Wermertshausen                 | Ebsdorfergrund                | Ev.-luth.        | 1755                             | Fachwerkkirche mit dreiseitigem Chorschluss und kleinem Haubendachreiter |
|      | Stiftskirche Wetter                          | Wetter (Hessen)                | Wetter (Hessen)               | Ev.-luth.        | zwischen 1240 und 1270           | |
|      | Bonifatiuskirche                             | Wetter (Hessen)                | Wetter (Hessen)               | Kath.            | 1981                             | |
|      | Evangelische Kirche                          | Wiesenbach                     | Breidenbach                   | Ev.-luth.        | 1902–1903                        | |
|      | Evangelische Kirche                          | Wittelsberg                    | Ebsdorfergrund                | Ev.-luth.        | 1844                             | |
|      | Michaeliskirche                              | Wohra (Wohratal)               | Wohratal                      | Ev.-luth.        | vor 1276                         | |
|      | Evangelische Kirche                          | Wolferode (Stadtallendorf)     | Stadtallendorf                | Ev.-luth.        | 1909                             | |
|      | Evangelische Kirche                          | Wolfgruben (Dautphetal)        | Dautphetal                    | Ev.-luth.        | 1963                             | Kirche als Haus für andere, asymmetrisches Satteldach, über Eingangsbereich abgeschleppt |
|      | Evangelische Kirche                          | Wolfshausen                    | Weimar (Lahn)                 | Ev.-luth.        | 11. Jh.                          | kleine, im Kern romanische Saalkirche mit schmalem Rechteckchor, mehrfach erneuert; leicht geschwungener Giebeldachreiter im Westen |
|      | Evangelische Kirche                          | Wollmar                        | Münchhausen (am Christenberg) | Ev.-luth.        | 1828                             | |
|      | Evangelische Kirche                          | Wolzhausen                     | Breidenbach                   | Ev.-luth.        | 1780–1781                        | im Kern mittelalterlich, Chor polygonal; 1780/1781 umgebaut |
|      | Alte Kirche                                  | Wommelshausen                  | Bad Endbach                   | Ev.-luth.        | 10.–11. Jh.                      | Epochetypische romanische frühmittelalterliche turmlose Saalkirche mit Dachreiter und gotischem Spitzhelm; Ungequadertes reines Bruchsteinmauerwerk; 1269 und 1284 Umbauten an Giebeln und Südwand, 1485–1487 Einbau von L-förmigen Emporen (früheste Emporen in der Umgebung), 1720/26 Renovierung und Rechteckchor abgerissen; 1994 Übernahme durch Ldkrs. Marburg-Biedenkopf, 1996–2000 Renovierung; seit 2001 Nutzung für kirchliche und kulturelle Zwecke. |
|      | Neue Evangelische Kirche                     | Wommelshausen                  | Bad Endbach                   | Ev.-luth.        | 1965                             | Eine der ganz wenigen Kirchen mit „Ei-förmigem“ Grundriss, mit Nebenräumen für die Gemeindearbeit |